# خلية بانيت
تعتبر خلايا بانيت أو خلايا بانيث (بالإنجليزية: Paneth cell) واحدة من أنواع الخلايا الرئيسية في ظهارة الأمعاء الدقيقة، جنبا إلى جنب مع الخلايا الكأسية، والخلايا المعوية، والخلايا المعوية الصماوية، ويمكن أيضا العثور على عدد قليل منها بشكل متقطع في الأعور والزائدة الدودية، ويتم تحديدها مجهريا من قِبل موقعها أسفل الخلايا الجذعية المعوية في الغدد المعوية (وتسمى أيضا خبايا ليبركون) وحبيبات الانكسار الكبيرة اليوزينية التي تشغل معظم السيتوبلازم. وتتكون هذه الحبيبات من عدة مركبات مضادة للميكروبات ومركبات أخرى معروفة بأنها مهمة في المناعة والدفاع عن العائل. وعند التعرض إلى البكتيريا أو المستضدات البكتيرية، تفرز خلايا بانيت بعض هذه المركبات في تجويف الغدة المعوية، مما يساهم في الحفاظ على الحاجز المعدي المعوي.
وتمت تسمية هلايا بانيت باسم جوزيف بانيث (1857-1890)، وهو عالم فسيولوجي نمساوي.

## التركيب
توجد خلايا بانيت في جميع أنحاء الأمعاء الدقيقة والزائدة الدودية في قاعدة الغدد المعوية. وتُظهِر أعداد خلايا بانيت اتجاهًا تصاعديًا بأعلى عدد من الأرقام نحو النهاية البعيدة للأمعاء الدقيقة. ومثل الخلايا الظهارية الأخرى في الأمعاء الدقيقة، تنشأ خلايا بانيت في منطقة الخلايا الجذعية بالقرب من أسفل الغدة. ومع ذلك، خلافا لأنواع الخلايا الظهارية الأخرى، فإن خلايا بانيت تهاجر إلى أسفل من منطقة الخلايا الجذعية وتستقر فقط بجوارها. ويُعتقد أن هذه العلاقة الوثيقة مع منطقة الخلايا الجذعية توحي بأن خلايا بانيت مهمة في الدفاع عن الخلايا الجذعية للغدة من التلف الجرثومي، على الرغم من أن وظيفتها غير معروفة تمامًا. وعلاوة على ذلك، فإن خلايا بانيت تعيش فترة أطول (18- 23 يومًا) من بين الخلايا المعوية الأربعة المذكورة أعلاه.

## الوظيفة
تخلق هذه الخلايا وتفرز كميات كبيرة من الببتيدات والبروتينات المضادة للميكروبات. وقد توصلت دراسات حديثة إلى أن هذه الجزيئات المضادة للميكروبات هي وسطاء رئيسيين لتفاعلات الميكروبات المستضيفة، بما في ذلك التوازن التماثلي مع الميكروبات المستعمِرة والحماية المناعية الفطرية من مسببات الأمراض المعوية. ولعل الأكثر إثارة للاهتمام أنها تفرز عوامل تساعد في الحفاظ على الخلايا الجذعية والخلايا السلفية الظهارية التي تسكن في الخبايا وتجدد ظهارة الأمعاء الدقيقة.
خبايا الأمعاء الدقيقة هي منزل الخلايا الجذعية التي تخدم باستمرار تجديد الخلايا الظهارية التي تموت وتضيع من الزغابات المعوية.
وتعتبر حماية هذه الخلايا الجذعية ضرورية؛ لصيانة ظهارة الأمعاء على المدى الطويل، ويشير موقع خلايا بانيت المجاورة للخلايا الجذعية إلى أنها تلعب دورًا حاسمًا في الدفاع عن تجدد الخلايا الظهارية.

### استشعار الميكروبات
تستشعر خلايا بانيت البكتيريا عبر تفعيل مستقبلات خاصة تؤدي بدورها إلى تحفيز عملها المضاد للميكروبات.

### الإفرازات
جزيئات الدفاع الرئيسية التي تفرزها خلايا بانيت هي ألفا ديفينسين، والتي تعرف باسم كريبتدين في الفئران، وهذه الببتيدات لها نطاقات كارهة للماء موجبة الشحنة يمكن أن تتفاعل مع الدهون الفوسفورية في أغشية الخلايا. وتسمح هذه التركيبة للديفيسين بإدخالها في الأغشية، حيث تتفاعل مع بعضها البعض لتشكيل مسام تعطل وظيفة الغشاء، مما يؤدي إلى تحلل الخلية. ونظرًا للتركيز العالي من الدهون الفوسفورية السالبة في الأغشية البكتيرية أكثر منه في أغشية خلايا الفقاريات، يرتبط الديفيسين بشكل تفضيلي بالخلايا البكتيرية ويعطلها، ومتجنبا الخلايا التي يعمل من أجل حمايتها.
كما يتم تحفيز خلايا بانيت لإفراز الديفيسينات عندما تتعرض للبكتيريا (كلا النوعين الإيجابية والسالبة) أو المنتجات البكتيرية، مثل عديد السكاريد الشحمي، وليبيد A.
وبالإضافة إلى الديفيسينات، تفرز الخلايا البانثية الليزوزيم، وعامل نخر الورم ألفا، وفوسفوليباز A2. ولكل من الليزوزيم وفوسفوليباز A2 نشاط مضاد للميكروبات. وتوفر هذه الإفرازات لخلايا بانيت حماية فعالة ضد مجموعة واسعة من المواد، بما في ذلك البكتيريا، والفطريات، وبعض الفيروسات.

## روابط خارجية
- صور نسيجية: 11604loa — نظام تعلم علم الأنسجة في جامعة بوسطن - "Endocrine System: duodenum, enteroendocrine cells"
- صور نسيجية: 11606loa — نظام تعلم علم الأنسجة في جامعة بوسطن - "Digestive System: Alimentary Canal - duodenum, paneth cells"
- Overview and diagram at colostate.edu[وصلة مكسورة]
- Histology at ucsd.edu نسخة محفوظة 5 فبراير 2012 على موقع واي باك مشين.